# Beretta 93R
La Beretta Mod. 93R è una pistola automatica calibro 9 mm Parabellum, prodotta dalla Fabbrica d'Armi Pietro Beretta, Italia, intorno al 1977 e fino agli anni novanta, per rimpiazzare il vecchio modello Beretta M951R del 1955, e dove il suffisso "R" sta per raffica.

## Caratteristiche
È derivata dal modello Beretta 92 ridotto in dimensioni e destinato all'uso per incarichi speciali, in cui l'arma va portata nascosta. Deve il suo nominativo (Mod. 93R) al fatto che usa proiettili calibro 9 e può sparare 3 colpi a Raffica.

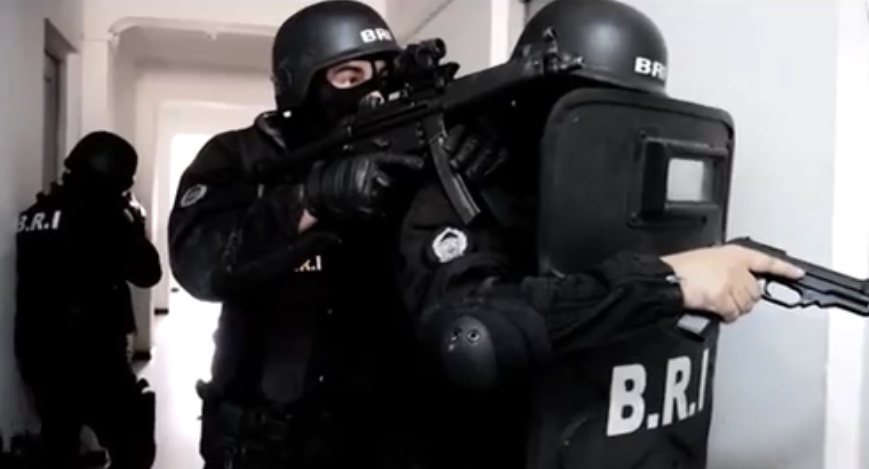
B93R in azione

Le piccole dimensioni la rendono valida anche per i combattimenti a distanza ravvicinata o in ambienti chiusi come stanze o veicoli. È dotata di caricatore bifilare da 20 cartucce (+ 1 colpo in canna), mirino fisso anteriore di metallo integrato nel carrello, seconda impugnatura metallica estensibile sulla guardia del cane (allargata per consentire l'inserimento del pollice della mano che non tira il grilletto) e di un freno compensatore a sei fessure che sulla volata riduce il rinculo aumentando la precisione dei colpi. Come opzione può montare un calciolo da spalla, agganciato alla parte inferiore dell'impugnatura.  
In tutto l'arma pesa 1129 grammi carica di 15 colpi, ed è lunga 240 millimetri, con una corsa in canna di 156 millimetri. Il raggio utile per un colpo mirato è di circa 50 metri. È possibile sparare con modalità a colpo singolo (semi-auto) oppure a raffica controllata di 3 colpi, con una cadenza di 1100 colpi al minuto o di circa 18 al secondo, dove la selezione può essere decisa tramite una leva posta sul lato dell'arma. Dato il funzionamento a raffica, in diversi paesi, l'uso è limitato alle forze armate o di polizia, ed è subordinato al possesso di speciali permessi. 

B93R armata con poggiamano aperto

La B93R fu prodotta su commessa della Commissione Sicurezza Italiana, per poter equipaggiare il personale impegnato nella lotta contro il terrorismo. La richiesta del committente era di un'arma piccola con potenza di fuoco superiore alle altre sul mercato. Il produttore non ha mai divulgato la lista delle forze dell'ordine e di sicurezza che utilizzano quest'arma. Oggi è fuori produzione, ma è considerata un cult  del settore delle armi da fuoco portatili.
Alcuni svantaggi possono derivare dalla leva di comando della sicura, piuttosto piccola, che può essere confusa facilmente con il selettore della raffica, e dalle dimensioni ridotte della pistola, che comportano un minor controllo nella precisione dei tiri a raffica. Tuttavia, viene usata negli assalti in ambienti chiusi e a distanze piuttosto corte, da persone addestrate.
Una versione modificata della Beretta 93R fu realizzata per il film Robocop, come arma principale del protagonista, rinominata Auto 9.